# Varreler Bäke

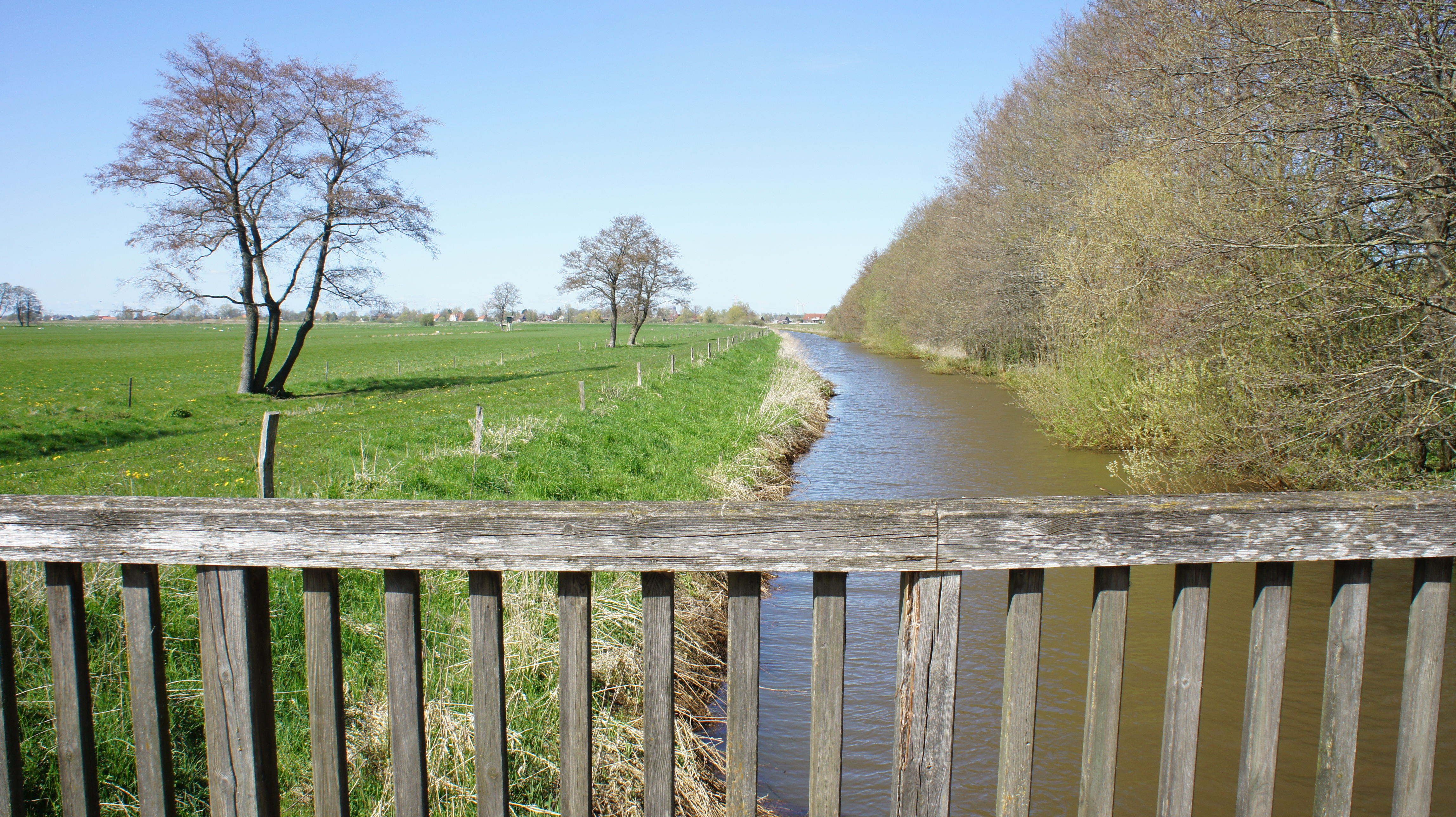
Die Varreler Bäke

Die Varreler Bäke ist ein ca. 6 km langer, linksseitiger bzw. südlicher Zufluss der Ochtum im Flusssystem der Weser. Sie fließt im nördlichen Bereich des Landkreises Diepholz (Niedersachsen, Deutschland) und im südlichen Bereich des Bundeslandes Bremen.
Die Varreler Bäke geht aus dem Klosterbach hervor, der südlich von Bremen auf niedersächsischem Gebiet durch die Orte Bassum, Kirchseelte und Stuhr-Heiligenrode fließt. Ab Stuhr-Varrel (Tölkenbrück) erhält der Klosterbach den Namen „Varreler Bäke“. Diese fließt dann noch ein kurzes Stück im Landkreis Diepholz und dann weiter auf der Grenze zwischen Niedersachsen (Stadt Delmenhorst) und Bremen (Stadtteil Huchting). Sie mündet im Bremer Stadtteil Strom in die Ochtum.
In Stuhr-Varrel existiert noch eine Wassermühle.

## Trivia
Mit dem im Refrain des Songs Delmenhorst der Bremer Band Element of Crime erwähnten „Graben“ ist offenbar die Varreler Bäke gemeint.